# Jan Levinus van Leeuwen
Jan Levinus van Leeuwen (Vlissingen, 20 juli 1912 – april 1995) was een Nederlands politicus van de PvdA.
Hij werd geboren als zoon van Jan van Leeuwen (*1887; politie-agent) en Pieternella Pieterse (1885-1931). Hij ging in 1929 in Middelburg werken als schrijver bij de Raad van Arbeid en drie jaar later maakte hij de overstap naar het bedrijfsleven. Bij het Vlissingse gemeentelijk vismijnbedrijf werd hij in 1937 mijnmeester, later ook administrateur en vanaf 1948 was hij daar directeur. In 1951 werd Van Leeuwen chef van de visafslag in Scheveningen. Eind 1952 keerde hij terug naar de provincie Zeeland vanwege zijn benoeming tot burgemeester van Brouwershaven en vanaf september 1958 was hij tevens waarnemend burgemeester van Zonnemaire. Bij de gemeentelijke herindeling op Schouwen-Duiveland in 1961 fuseerden meerdere gemeenten tot de nieuwe gemeente Brouwershaven waarvan A.H. Vermeulen de burgemeester werd. Een maand later werd Van Leeuwen benoemd tot burgemeester van Oostburg. Bij de gemeentelijke herindeling in Zeeuws-Vlaanderen in 1970 fuseerden meerdere gemeenten tot de nieuwe gemeente Oostburg waarvan A. Schipper de burgemeester werd. Van Leeuwen overleed in 1995 op 82-jarige leeftijd.